# فل الفل (فلم)
فل الفل هو فيلم مصري من إنتاج 2000، ومن تأليف مدحت السباعي، وإخراج مدحت السباعي.

## ملخص الأحداث
زغلول عامل فاشل ينتقل من عمل إلى آخر. يتعرف على بسمة ويتزوجها ويعمل في مصنع ويتزعم العمال مطالبا بحقوقهم ويقبض عليه ويتضح أن له تاريخا ثوريا.

## الشخصيات
- سعيد صالح
- عبد العزيز مخيون
- نرمين الفقي
- أحمد راتب
- ممدوح عبد العليم

## روابط خارجية
- مقالات تستعمل روابط فنية بلا صلة مع ويكي بيانات